# كأس الاتحاد 1965
كأس الاتحاد 1965 (بالإنجليزية: 1965 Federation Cup) هو الموسم 3 من كأس فيد. أقيم خلال الفترة 15 يناير 1965 وحتى 18 يناير 1965، وفاز فيه منتخب أستراليا لكأس فيد.